# Južni Kočarnik
Južni Kočarnik (Servisch cyrillisch Јужни Кочарник) is een plaats in de Servische gemeente Tutin. De plaats telt 41 inwoners (2002).